# Acer paui
Acer paui é uma espécie de árvore do gênero Acer, pertencente à família Aceraceae.